# Свисток (Клинцовский район)
Свисток — посёлок в Клинцовском районе Брянской области, в составе Рожновского сельского поселения. 
 Расположен в 9 км к северо-западу от села Ущерпье, в 6 км к юго-востоку от села Кожаны. 
 Постоянное население с 2008 года отсутствует.
Будет упразднен как фактически не существующий в связи с переселением всех жителей на постоянное место жительства в другие населённые пункты.

## История
Возник в XIX веке как хутор при дегтярне.
С 1920-х гг. до 1954 года состоял в Писаревском сельсовете, в 1954—2005 гг. в Ущерпском сельсовете.
| Годы      | 1926 | 1979 | 1989 | 2007 | 2010 |
| --------- | ---- | ---- | ---- | ---- | ---- |
| Население | 100  | 19   | 9    | 2    | 0    |

Будет упразднен как фактически не существующий в связи с переселением всех жителей на постоянное место жительства в другие населённые пункты